# جمهورية إسلامية

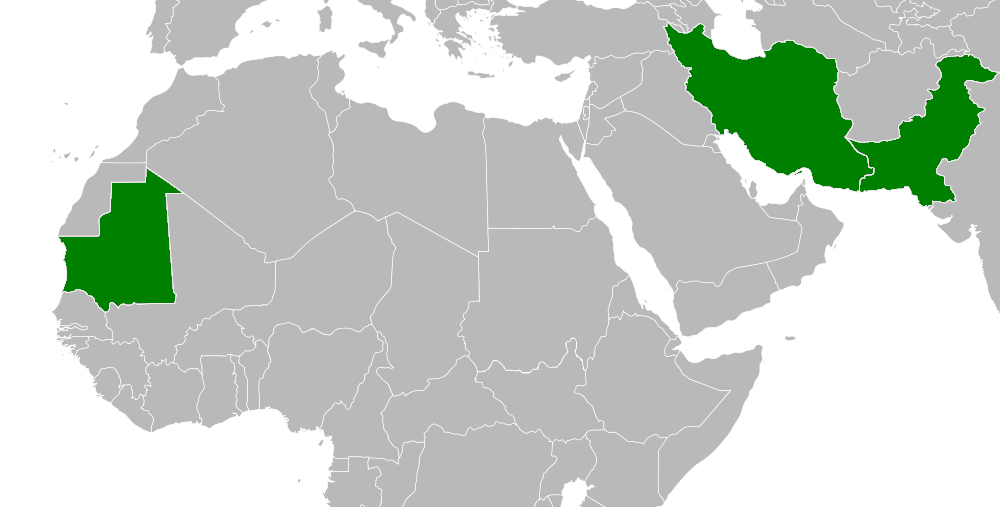
الجمهوريات الإسلامية تظهر باللون الأخضر.

جمهورية إسلامية مصطلح استخدمه بعض القادة الدينيين المسلمين كاسم للشكل النظري للحكومة الدينية الإسلامية التي تفرض الشريعة، أو القوانين المتوافقة مع الشريعة. تم استخدام المصطلح أيضًا لدولة ذات سيادة تتخذ موقفًا وسطًا بين الخلافة الإسلامية البحتة والجمهورية العلمانية القومية - لا مملكة إسلامية ولا جمهورية علمانية. في حالات أخرى يتم استخدامه مجرد رمز للهوية الثقافية.. يطلق هذا الاسم على بعض الدول في العالم الإسلامي، هذه الدول هي باكستان وموريتانيا وإيران وأفغانستان سابقًا. تبنت باكستان هذا الاسم تطبيقا لدستور 1956، وتبنته موريتانيا في 28 نوفمبر 1958، وتبعتها إيران بعد الثورة الإسلامية في 1979، وأخيرا تبنته أفغانستان في 2001 حتى 2021 بعد استعادة طالبان للسلطة. بالرغم من الاسم الواحد، إلا أن هذه الدول تختلف في حدود تطبيقها للشريعة الإسلامية في قوانينها ودساتيرها. يُفضل المؤيدون الآخرون لقانون الشريعة الصارم (مثل طالبان) لقب «الإمارة الإسلامية»، حيث كانت الإمارات الإسلامية شائعة عبر التاريخ الإسلامي أما «الجمهورية» لها جذور غربية -جائت من الاتينية "res publica" تشير إلى أن «السلطة العليا في يد الشعب وممثليه المنتخبين» مع عدم ذكر الطاعة والسلطان لله أو للشريعة.

## إيران
بعد شهرين من انتصار الثورة الإسلامية في عام 1979، عقدت الحكومة الجديدة، استفتاء الجمهورية الإسلامية الإيرانية في (30 و 31 مارس) لتغيير سلالة بهلوي الي الجمهورية الإسلامية. في 1 آبريل، تم الإعلان عن نتائج الاستفتاء، وتبين أن 98.2 في المئة من الشعب الإيراني صوتوا لصالح الجمهورية الإسلامية. قبل الاستفتاء الجمهورية الإسلامية، اقترح بعض الجماعات السياسية أسماء مختلفة للثورة الإيرانية مثل جمهورية (بدون الإسلام) أو جمهورية ديمقراطية. ولكن روح الله الخميني، مؤسس الجمهورية الإسلامية الإيرانية، طلب من الناس التصويت للجمهورية الإسلامية، ليست كلمة أكثر وليس أقل من كلمة واحدة.
تُعتبر إيران منذ انتصار الثورة الإسلامية سنة 1979 جمهورية إسلامية.
أسس الجمهورية الإسلامية في إيران روح الله الخميني واستلم بعد وفاته علي الخامنئي زمام أمور البلاد. ويصف الدستور الإيراني الخطوط العامة لسياسة البلاد ومؤسساتها الرئيسية.
وفقا لدستور الجمهورية الإسلامية في إيران، الجمهورية الإسلامية هي نظام قائم على الاعتقاد في:
1. إله واحد؛ (كما جاء في عبارة «لا إله إلا الله»)، وسيادته الحصرية في الحكم والتشريع وضرورة التسليم لأوامره.
2. الوحي الإلهي، ودوره الأساسي في وضع القوانين.
3. العودة إلى الله في الآخرة، والدور البناء لهذا الاعتقاد في سياق تطور البشر نحو الله.
4. عدالة الله في الخلق والتشريع.
5. الإمامة والقيادة المستمرة والتوجيه الدائم، ودورها الأساسي في استمرار ثورة الإسلام.
6. الكرامة المتعالية وقيمة الإنسان، وحريته الملازمة لمسؤوليته أمام الله، بحيث يتمّ تأمينها عبر:

- الاجتهاد المستمر للفقهاء الجامعين للشرائط على أساس القرآن وسنة المعصومين سلام الله عليهم أجمعين.
- استخدام العلوم والتكنولوجيا والتجارب البشرية المتقدمة والجهد في تقدّمها.
- رفض أي ظلم-التسبب فيه والخضوع له- والهيمنة-سواء لجهة فرضها وقبولها-؛ الإنصاف والعدالة، والاستقلال السياسي والاقتصادي والاجتماعي والثقافي والتضامن الوطني.

## في السابق

### أفغانستان
كانت أفغانستان جمهورية إسلامية تتكون من ثلاثة فروع، التنفيذية والتشريعية والقضائية. كانت الجمعية الوطنية هي الهيئة التشريعية، وهي هيئة ذات مجلسين من مجلسين، مجلس النواب ومجلس الشيوخ. على الرغم من الاسم الإسلامي، فإن الدستور الذي تم تشكيله في عام 2004 يشبه إلى حد بعيد دستور أفغانستان لعام 1964 في العهد الملكي.
في أغسطس 2021، وعلى إثر تسليم السلطة لطالبان، تم إلغاء الاعتماد بالدستور القائم لجمهورية أفغانستان الإسلامية، واستحداث نظام الإمارة الإسلامية بدلًا عنه.

### جمهورية الشيشان
استخدمت جمهورية الشيشان إشكيريا نظام حكومة الجمهورية الإسلامية من عام 1996 إلى عام 2000.

### جزر القمر
بين عامي 1978 و 2000، كانت جزر القمر هي جمهورية جزر القمر الاتحادية الإسلامية.

### غامبيا
في ديسمبر 2015، أعلن الرئيس آنذاك يحيى جامع أن غامبيا جمهورية إسلامية. قال جامع إن هذه الخطوة تهدف إلى إبعاد الدولة الواقعة في غرب إفريقيا عن ماضيها الاستعماري، وأنه لن يتم فرض أي قواعد لباس معين وأن مواطني الديانات الأخرى وسيسمح لهم بممارسة شعائر دينهم بحرية. لكنه أمر فيما بعد جميع الموظفات الحكوميات بارتداء الحجاب، إلا أنه قد لغى القرار بعد فترة وجيزة. تم انتقاد إعلان الجمهورية الإسلامية باعتباره غير دستوري من قبل جماعة معارضة واحدة على الأقل. بعد الإطاحة بجامع في عام 2017، قال الرئيس الذي بعده أداما بارو إن غامبيا لم تعد جمهورية إسلامية.